# Tell Ol’ Bill
Tell Ol’ Bill ist ein Song von Bob Dylan aus dem Jahr 2005, der zuerst auf dem Soundtrack-Album des Films North Country veröffentlicht wurde. Eine Alternativ-Version des Songs erschien 2008 auf Volume 8 von Dylans Bootleg Series: Tell Tale Signs.

## Entstehung
Tell Ol’ Bill wurde aufgenommen am 17. Juni 2005 in einem Studio in Conshohocken (Pennsylvania). Außer Dylan (Gesang und Piano) waren daran die folgenden Musiker beteiligt: Denny Freeman (Gitarre), Elana Fremerman (Violine), Tony Garnier (Bass), Donnie Herron (Gitarre), Stu Kimball (Gitarre) und George Recile (Schlagzeug).

## Der Song
Der Titel und die Melodie haben zwei – unterschiedliche – Quellen:
Tell Old Bill ist ein traditioneller Folksong, den u. a. Dave Van Ronk gesungen hat. „Tell old Bill when he comes home“, heißt es darin, wie auch bei Bob Dylan. Aber dies ist die einzige Übereinstimmung, denn Dylans Text ist, bis auf den Titel und diese eine Zeile, ansonsten ein anderer, und die Melodie seines Songs ist ebenfalls eine andere.
Es ist die Melodie des Songs I Never Loved But One der Carter Family, bei Dylan allerdings weitaus rhythmischer gespielt, betont vor allem von Piano und Schlagzeug. Dazu gibt es, in der North-Country-Version, eine leicht schräg klingende Violine zu hören.
Wie in vielen seiner Songs, spätestens seit “Love and Theft”, baut Dylan auch hier zahlreiche Zitat-Fragmente aus den unterschiedlichsten Quellen in seinen Text ein. „You left the coldest kiss upon my brow“. Ähnlich heißt es auch im Song der Carter Family: „You bent to me and kissed my brow“. Oder wenn es bei Dylan heißt: „Beneath the thunder-blasted trees, the words are ringin’ off your tongue.“ Dies Bild eines „thunder-blasted tree“ stammt von Edgar Allan Poe, aus dessen Gedicht To One in Paradise.
Der Text erzählt keine Geschichte, sondern schildert eine Situation und die Gedanken eines nicht mehr jungen Mannes. Der Sänger, so viel lässt sich sagen, ist ein Mann, der sich nicht weit entfernt vom Lebensende wähnt
„the heavens never seemed so near“,
der gelandet ist an einem Ort, von dem er selbst nicht weiß, was ihn gerade dorthin verschlagen hat
„I’m stranded in this nameless place“
und der nicht mehr weiter weiß
„I lay awake at night with troubled dreams“.
Düstere Bilder plagen ihn
„The rocks are bleak, the trees are bare / Iron clouds go floating by“.
An wen richten sich seine Worte „Tell ol’ Bill when he comes home: Anything is worth a try“ ? An die Frau, die er vor langer Zeit verlassen oder die ihn vor die Tür gesetzt hat ? Hofft er: „Lass es uns noch einmal miteinander versuchen“ ?
Aber in Diskussionsforen ist der Text auch ganz anders gedeutet worden.
In einer Liste der besten Dylan-Songs aus dem 21. Jahrhundert setzte der amerikanische Rolling Stone Tell Ol’ Bill auf Platz 15.